# Abans de tu

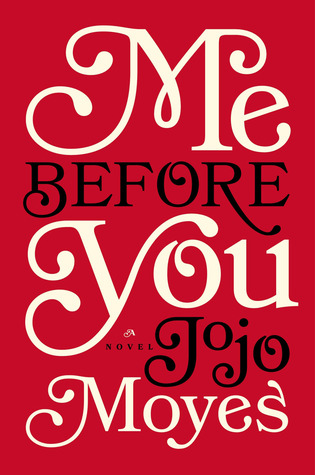
Coberta de la novel·la original.

Abans de tu (originalment en anglès, Me Before You) és una pel·lícula de drama romàntic del 2016 dirigida per Thea Sharrock en el seu debut com a directora i adaptada per l'autora anglesa Jojo Moyes de la seva novel·la homònima del 2012. La pel·lícula és protagonitzada per Emilia Clarke, Sam Claflin, Janet McTeer, Charles Dance i Brendan Coyle. S'ha doblat al català per TV3, que va emetre-la per primer cop el 12 de novembre de 2022. L'entrena en televisió a Catalunya va ser seguida per 262.000 espectadors, cosa que va representar el 15,6% de quota de pantalla.
Ambientada al Regne Unit, la pel·lícula es va rodar en diversos llocs històrics, com ara el castell de Pembroke a Gal·les i la Chenies Manor House a Buckinghamshire. Estrenada el 3 de juny de 2016 al Regne Unit i Amèrica del Nord, la pel·lícula va rebre crítiques diverses i va recaptar 208 milions de dòlars a tot el món.

## Repartiment
- Emilia Clarke com a Louisa "Lou" Clark[13]
- Sam Claflin com a William "Will" Traynor[13]
- Janet McTeer com a Camilla Traynor
- Charles Dance com a Steven Traynor[14]
- Brendan Coyle com a Bernard Clark[15]
- Steve Peacocke com a Nathan
- Matthew Lewis com a Patrick
- Jenna Coleman com a Katrina "Treena" Clark[14]
- Samantha Spiro[15] com a Josie Clark
- Alan Breck com l'avi
- Vanessa Kirby com a Alicia Dawares
- Joanna Lumley com a Mary Rawlinson
- Ben Lloyd-Hughes com a Rupert Collins
- Diane Morgan com a Sharon
- Chris Wilson com el major Timothy Dawares